# Zeng Qinghong
Zeng Qinghong, född 1939 i Jing härad, Anhui, är en kinesisk kommunistisk politiker på ledande nivå. Han var Folkrepubliken Kinas vice president 2003 till 2008 och satt i det mäktiga politbyråns ständiga utskott mellan 2002 och 2007. Även om han har gått i pension anses han vara en viktig allierad till förre generalsekreteraren Jiang Zemin.
Zeng härstammar från Ji'an i Jiangxi-provinsen. Zengs föräldrar innehöll viktiga positioner i Kinas kommunistiska parti och han räknas därför till det s.k. "kronprinspartiet". Han gick med i partiet 1960.
1984 flyttade Zeng till Shanghai för att ta upp en ledande position i lokalregeringen. Där lärde han känna Jiang Zemin, som tog med sig Zeng till Peking när han befordrats till partichef efter protesterna på Himmelska fridens torg 1989. Under Jiang växte hans makt ytterligare och fungerade som dennes partipiska i kommunistpartiet.